# Henry Oryem Okello
Henry Oryem Okello (CHWA County, 21 gennaio 1960) è un avvocato e politico ugandese, attuale ministro di Stato degli Affari Esteri con delega per gli affari internazionali ugandesi. In precedenza ha servito come ministro di Stato della Pubblica Istruzione e dello Sport.

## Biografia
Nato a CHWA County nel distretto di Kitgum il 21 gennaio 1960. Suo padre è il generale Tito Okello Lutwa (1914-1996), che ha servito come presidente dell'Uganda tra luglio 1985 e gennaio 1986.
Oryem Okello diplomato alla University of Buckingham nel Regno Unito nel 1985, ha conseguito il Master alla Università di Southampton nel 1989.
Ha esercitato la professione di dirigente legale tra il 1988 e il 2000, nel Regno Unito. Nel 2001 è stato eletto per rappresentare CHWA County, distretto di Kitgum, nel parlamento ugandese, fino al 2006. È stato nominato Ministro per l'Istruzione e lo Sport, fino al 2005. Nel 2005 è stato nominato nella sua attuale posizione ministeriale. Tra il 2001 e il 2005, ha prestato servizio come Vice Presidente, Consigliere supremo per lo Sport in Africa.
Non ha contestato il suo seggio parlamentare durante le elezioni del 2006. Tuttavia, rimase ancora un membro del parlamento. Tra il 2006 e il 2008, ha lavorato come membro della delegazione governativa ai colloqui di pace di Juba tra il governo ugandese e i rappresentanti del Lord's Resistance Army ( LRA ). In molte occasioni, è stato il vicecapo del governo dell'Uganda delegazione, guidata dall'ambasciatore Ruhakana Rugunda, in quel momento il ministro degli Interni ugandese.